# Гюйсман, Вим
Вим Гюйсман (нидерл. Wim Huisman; 1923 — 17 апреля 1964, Лейден) — нидерландский шашист, чемпион Нидерландов 1953 года, победитель турнира претендентов 1954 года, участник матча за звание чемпиона мира по международным шашкам 1954 года.

## Спортивная биография
Вим Гюйсман достаточно рано обнаружил талант в игре в шашки. Уже в 14 лет он победил в чемпионате Лейдена. В 1942 году он в первый раз принял участие в чемпионате Нидерландов, заняв четвёртое место и заставив заговорить шашечную Голландию об успехе 19-летнего новичка. Всего Гюйсман принял участие в 10 национальных чемпионатах. Наибольшего успеха он достиг в чемпионате 1953 года, ознаменовавшемся титанической борьбой за чемпионский титул с Рейниром Келлером. Гюйсман с результатом +5 -0 =8 разделил с Келлером первое место в турнире, а затем в дополнительном матче завоевал (+1 =2) звание чемпиона Нидерландов и получил право выступить в турнире претендентов, который состоялся в Южной Голландии в феврале следующего года. Турнир претендентов закончился блестящей победой Гюйсмана с результатом +7 -0 =1. Теперь Гюйсману предстоял матч за первенство мира с Питом Роозенбургом. Матч из двенадцати партий выявил несомненное преимущество действующего чемпиона. Гюйсман уступил со счётом -4 =8. Два раза Гюйсман принимал участие в олимпийских турнирах за звание чемпиона мира: 5-6 место в чемпионате 1952 года и 9 место в чемпионате 1956 года. Последним выступлением Гюйсмана в чемпионатах Нидерландов стало выступление 1960 года, когда он занял 4 место. Много лет ему приходилось бороться с тяжёлой болезнью, что самым отрицательным образом сказывалось на его спортивных результатах. В 60-е годы Гюйсману пришлось совсем прекратить турнирные впечатления и ограничиться воскресными партиями с навещавшими его друзьями. 17 апреля 1964 года Вим Гюйсман скончался в больнице Лейденского университета.
11 июня 1955 года Гюйсман провёл сеанс игры вслепую на 8 досках (+5 -2 =1), поставив мировой рекорд, который продержался в международных шашках до 1982 года. 
В своей игре Гюйсман тяготел к строгому позиционному стилю, но ряд его партий стали классическими образцами комбинационной игры.